# Дорожный (Иркутская область)
Доро́жный — посёлок в Иркутском районе Иркутской области России. Входит в состав Большереченского муниципального образования.

## География
Псоёлок находится на восточном берегу Бурдаковского залива Иркутского водохранилища (левый берег реки Бурдаковка, правого притока Ангары), на Байкальском тракте, на расстоянии в 19 км к северо-западу от посёлка городского типа Большая Речка, центра городского поселения, и 35 км к юго-востоку от города Иркутск, административного центра района.

## Население
| 2002 | 2010 | 2011 | 2012 |
| ---- | ---- | ---- | ---- |
| 27   | ↘21  | →21  | ↗26  |

### Половой состав
По данным Всероссийской переписи, в 2010 году в посёлке проживал 21 человек (11 мужчин и 10 женщин).